# Mondi Świecie
Mondi Świecie S.A. – przedsiębiorstwo przemysłu celulozowo-papierniczego z siedzibą w Świeciu, założone w 1961 roku jako Zakłady Celulozy i Papieru w Świeciu. W 1997 roku większościowy pakiet akcji został przejęty przez niderlandzką spółkę Framondi NV, co doprowadziło do zmiany nazwy na Frantschach Świecie S.A. Przedsiębiorstwo stało się częścią Grupy Mondi po jej pełnej konsolidacji z Frantschach AG w 2004 roku.
Mondi Świecie S.A. specjalizuje się w produkcji papierów do wytwarzania tektury falistej i opakowań. Jest to największa fabryka Grupy Mondi w Polsce. Według danych za 2022 rok, Mondi Świecie S.A. osiągnęła przychody w wysokości 5,72 miliarda złotych, co plasuje ją na drugim miejscu wśród największych producentów opakowań i papieru w Polsce.

## Charakterystyka
Przedsiębiorstwo jest jednym z pięciu głównych producentów worków papierowych i tektury falistej w Europie. Około 3/4 produkcji jest eksportowana do krajów Europy Zachodniej. Właścicielem 100% kapitału zakładowego spółki jest grupa Mondi.

### Lokalizacja
Przedsiębiorstwo zlokalizowane jest w województwie kujawsko-pomorskim, w zachodniej części Świecia (osiedle Przechowo). Od zachodu i północy teren zakładu otacza droga ekspresowa S5. W odległości ok. 3,5 km na południowy wschód przepływa rzeka Wisła.

### Produkty
Podstawowym produktem przedsiębiorstwa są papiery do opakowań, w ilości ok. 1,3 mln ton (2010). Papier workowy produkowany jest dla przemysłu materiałów budowlanych, chemicznego i spożywczego. Z kolei papier do produkcji opakowań z tektury falistej (w tym o podwyższonej odporności na wilgoć) odbierają klienci z branż: spożywczej, AGD i motoryzacyjnej.

### Certyfikaty
Przedsiębiorstwo otrzymało następujące certyfikaty:
- ISO 9001 – System Zarządzania Jakością
- ISO 14001 – System Zarządzania Środowiskowego
- OHSAS 18001 – System Zarządzania Bezpieczeństwem i Higieną Pracy
- PN-N-18001 – System Zarządzanie Bezpieczeństwem i Higieną Pracy
- FSC® – System Kontroli Pochodzenia Produktu
- PEFC – System Kontroli Pochodzenia Produktu
- PN-EN OSO/IEC 17025 – System Zarządzania w Laboratorium Badawczym
- GMP/GHP – System Zarządzania Higieną Produkcji Papieru

### Wsparcie lokalnej społeczności
Przedsiębiorstwo angażuje się w życie społeczności lokalnej Świecia i Chełmna m.in. poprzez działalność promocyjną i kulturalną. M.in. co roku w ramach obchodów Dnia Papiernika na bezpłatny koncert do Świecia przyjeżdża gwiazda ogólnopolskiego formatu. W Świeciu wystąpili już m.in. Perfect, Kora, Małgorzata Ostrowska, czy Zakopower. Co roku sponsorowany przez Mondi Mikołaj odwiedza lokalne przedszkola obdarowuje ponad 1000 dzieci.

### Grupa Mondi
Właścicielem przedsiębiorstwa jest Mondi – międzynarodowa grupa branży opakowaniowej i papierniczej, zatrudniająca około 25 tys. osób w 30 krajach. W Polsce 12 zakładów należących do grupy Mondi produkuje opakowania z tektury falistej, worki przemysłowe, papier biały i powlekany oraz opakowania giętkie. W Świeciu znajduje się największa z fabryk Mondi w Polsce, a także dwie spółki zajmujące się przetwórstwem papieru:

## Historia

### Okres PRL

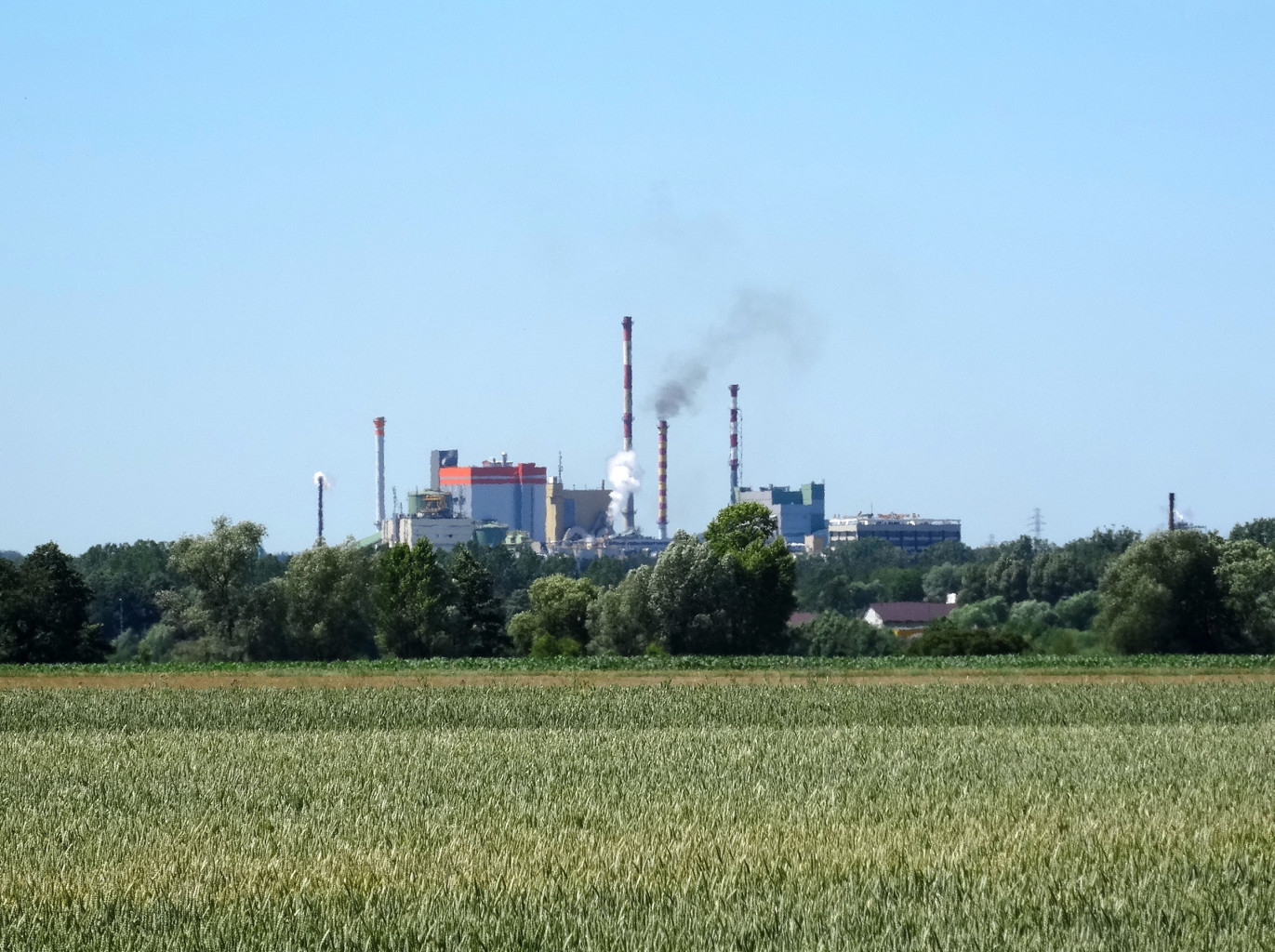
Widok od strony Świecia

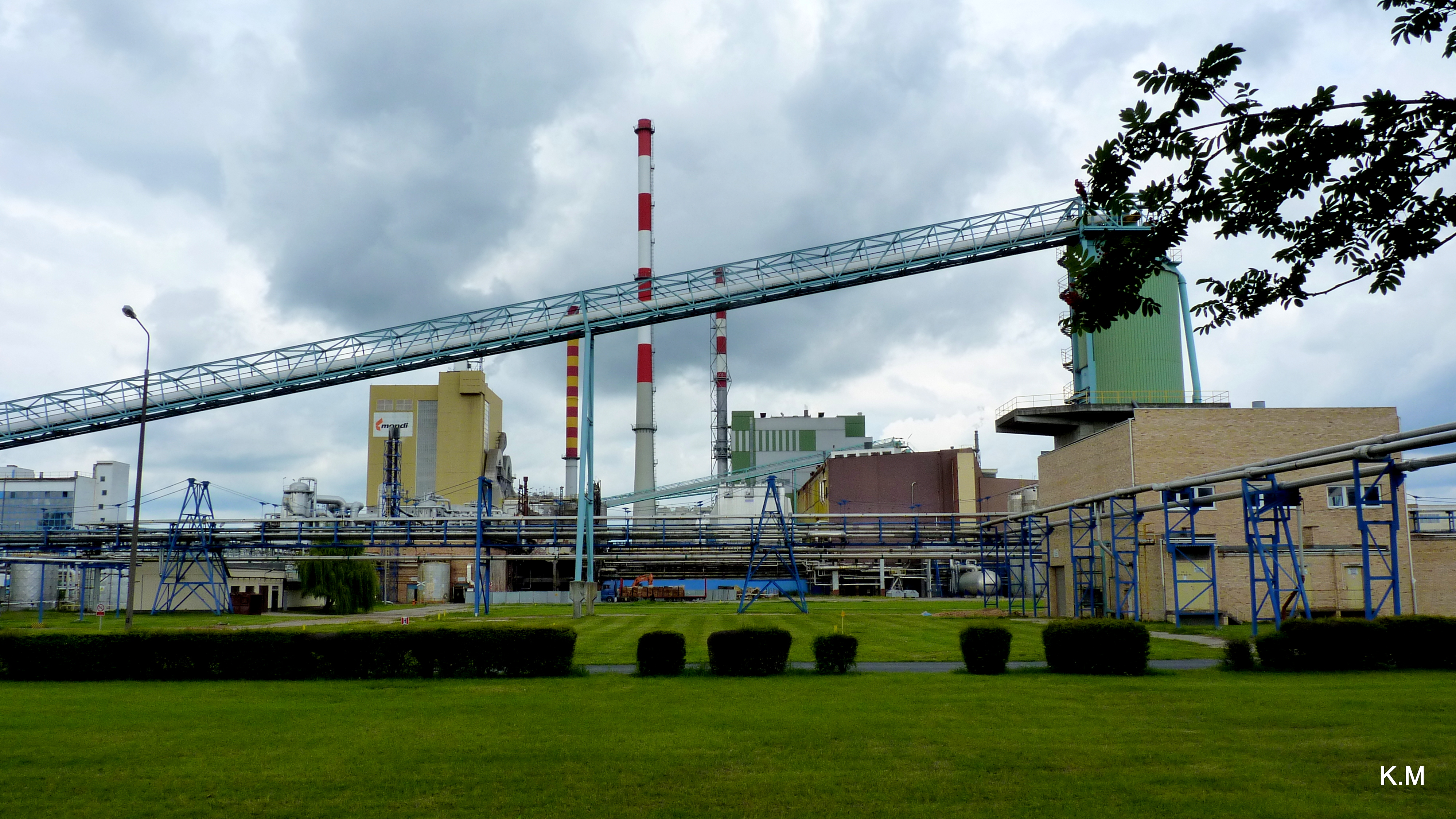
Instalacje

W listopadzie 1960 Komisja Planowania przy Radzie Ministrów podjęła decyzję o budowie w województwie bydgoskim dużej fabryki przemysłu drzewno-papierniczego o docelowej produkcji 180 tys. ton papieru i kartonu, 50 tys. ton celulozy wiskozowej z drewna bukowego, 100 tys. ton celulozy siarczanowej oraz 100 tys. sztuk worków papierowych
Lokalizacja w Przechowie koło Świecia, na zapleczu Borów Tucholskich sprzyjała dostępowi do surowca (drewna sosnowego), a przepływająca w pobliżu Wisła zapewniała pobór dużych ilości wody oraz odbiór ścieków przemysłowych. Zakład zaplanowano z rozmachem jako największy w Europie kombinat celulozowo-papierniczy. W pakiecie licencyjnym zakupionym w pierwszej połowie lat 60. XX w. w firmie Metex z Finlandii znajdowały się: projekt zakładu, technologia produkcji oraz zestaw specjalistycznych maszyn. Urządzenia pomocnicze zakupiono również na Węgrzech (turbiny elektryczne), Jugosławii (suwnice), Czechosłowacji i Wielkiej Brytanii. Zakład miał produkować papier przeznaczony dla opakowań, w tym tekturę i kartony. Nie przewidziano natomiast produkcji papieru wysokiej jakości m.in. biurowego, piśmiennego lub drukowego.
Zakłady Celulozy i Papieru w Świeciu w budowie funkcjonowały już od 1961 roku. W 1962 r. plac budowy rozpościerał się na 100 hektarach. Uruchamianie kombinatu przebiegało w kilku etapach. 1 lipca 1967 oddano do użytku celulozownię o zdolności produkcyjnej 240 ton celulozy wiskozowej na dobę (dla potrzeb przemysłu chemicznego). Nowością było zastosowanie do jej wytwarzania niestosowanego do tej pory w kraju surowca – drewna bukowego, którego znaczne zasoby istniały w północno-wschodniej Polsce. Głównym jej elementem technologicznym była maszyna sprowadzona z Finlandii, która wykazywała jednak dużą awaryjność. W 1970 roku oddano do użytku: workownię o mocy produkcyjnej 200 mln worków papierowych rocznie oraz dwie maszyny do produkcji papieru (240 ton na dobę) i kartonu (270 ton na dobę). W lutym 1972 ukończono celulozownię II, zasilaną drewnem sosnowym. Z powodu deficytu drewna, licencyjną maszynę dostosowano do przerobu odpadów sosnowych oraz drewna brzozowego gorszej jakości. Zainstalowano również nowe maszyny papiernicze do produkcji: kartonów wielowarstwowych, wkładki falowanej do tektury falistej oraz cienkich papierów pakunkowych. W 1974 roku zdecydowano o zakupie na kredyt w Finlandii linii technologicznej do produkcji furfuralu (środka wykorzystywanego w procesie ekstrakcji ropy naftowej) z odpadów powstających w trakcie produkcji celulozy.
Podczas budowy kombinatu miało miejsce szereg nieprawidłowości, m.in. nie zachowywano racjonalnej kolejności inwestycji, uruchamiano wydziały niekompletnie wyposażone, nie zapewniono dostatecznej infrastruktury drogowej i kolejowej itd. Z powodu trudności logistycznych i opóźnień w budowie obiektów towarzyszących, korę i inne łatwopalne odpady składowano na tymczasowych pryzmach, które wielokrotnie płonęły. Pożar z 7 kwietnia 1972 spowodował straty rzędu 1,5 mln złotych, a awarie kotłów sodowych z grudnia 1973 i lutego 1975 na kilka tygodni wstrzymały produkcję. Do produkcji papieru jako wsadu używano około 30% ogólnie przerabianej w kraju makulatury. Mimo tego jej ilość była niewystarczająca, wobec czego od 1974 roku planową produkcję papieru uzależniano od dostaw celulozy sprowadzanej z zagranicy. W kombinacie do obsługi skomplikowanych urządzeń zatrudniano ludzi bez wymaganych kwalifikacji. W latach 70. fluktuacja kadr sięgała 25% rocznie.
W 1977 roku budowa kombinatu dobiegła końca, lecz zakład nie osiągnął pełnej zdolności produkcyjnej z powodu niedostatecznej ilości surowca i dużej awaryjności maszyn. Do 1981 roku podporządkowany był Zjednoczeniu Przemysłu Papierniczego w Łodzi.
W 1979 roku kombinat produkował: celulozę bukową i sosnową, karton i tekturę (papier workowy, pakowy, karton na fale i wkładkę), worki papierowe, tekturę falistą, furfural i olej talowy. Eksport wyrobów obejmował niewielki ułamek produkcji globalnej i skierowany był do krajów Bloku Wschodniego i tzw. Trzeciego Świata.
Budowa kombinatu przyczyniła się do rozwoju Świecia. W latach 1960–1980 miasto 2,5-krotnie zwiększyło liczbę mieszkańców. Zakłady obok działalności produkcyjnej organizowały wczasy pracownicze i kolonie dla dzieci, prowadziły własną gastronomię, dom kultury, zbudowały stadion i basen. W 1975 roku przedsiębiorstwo zatrudniało 4500 pracowników i dysponowało 979 mieszkaniami, które wzniesiono na osiedlach Kościuszki i Marianki w Świeciu.
W latach 80. XX w. park maszynowy zakładu był wyeksploatowany. W wyniku trudności z zakupem części zamiennych do licencyjnych urządzeń, większy akcent zwrócono na produkcję deficytowego wówczas papieru toaletowego. Narastającym problemem było zanieczyszczenie środowiska, gdyż do 1980 roku w planach rozwoju zakładu w ogóle nie uwzględniano nakładów na ochronę środowiska. Ogromny kombinat spowodował obniżenie się wód gruntowych i lustra rzeki Wdy. W otoczeniu zakładu rozchodziła się dusząca woń merkaptanów (siarczki metylu i etylu), a nieoczyszczone ścieki poprodukcyjne kierowano bezpośrednio do Wisły. Od 1976 zakład płacił kary za zatruwanie środowiska naturalnego.

### Okres III RP
W styczniu 1991 nastąpiła komercjalizacja przedsiębiorstwa i przekształcenie w jednoosobową spółkę akcyjną Skarbu Państwa. W 1997 roku rozpoczęto prywatyzację ówcześnie jednej z największych fabryk papieru w Polsce. 15% akcji wprowadzono na Giełdę Papierów Wartościowych, a większościowy pakiet 60% akcji nabył inwestor strategiczny – Framondi N.V., konsorcjum austriackiego Frantschach AG i południowoafrykańskiego Mondi Holding GmbH. Nazwę zmieniono na Frantschach Świecie S.A. Od tej pory spółka była własnością kapitału zagranicznego, a udziały mniejszościowe posiadał Skarb Państwa oraz drobny kapitał prywatny.
W 2004 r., w wyniku globalnych działań konsolidacyjnych, grupa Mondi przejęła całkowitą kontrolę nad Frantschach AG. W wyniku tych działań zakład zmienił nazwę na Mondi Packaging Paper Świecie S.A. W 2012 roku akcje wycofano z GPW w Warszawie. W latach 2000–2012 przedsiębiorstwo otrzymało szereg nagród, m.in.: Perły Polskiej Gospodarki, Orły Rzeczpospolitej, Premium Brand tygodnika Forbes i inne. We wszystkich obszarach działalności spółki (poprawa stanu bezpieczeństwa, wpływ na środowisko, produkcja, sprzedaż, eksport) uzyskano wyraźny postęp. Począwszy od 2000 roku przedsiębiorstwo znajdowało się rokrocznie w rankingu największych polskich firm (Lista 500 Polityki), plasując się na miejscach 50-150.
W 2008 roku struktura geograficzna sprzedaży kształtowała się następująco: Polska – 27%, Niemcy – 14%, inne kraje Europy Zachodniej – 34%, Izrael – 4%.

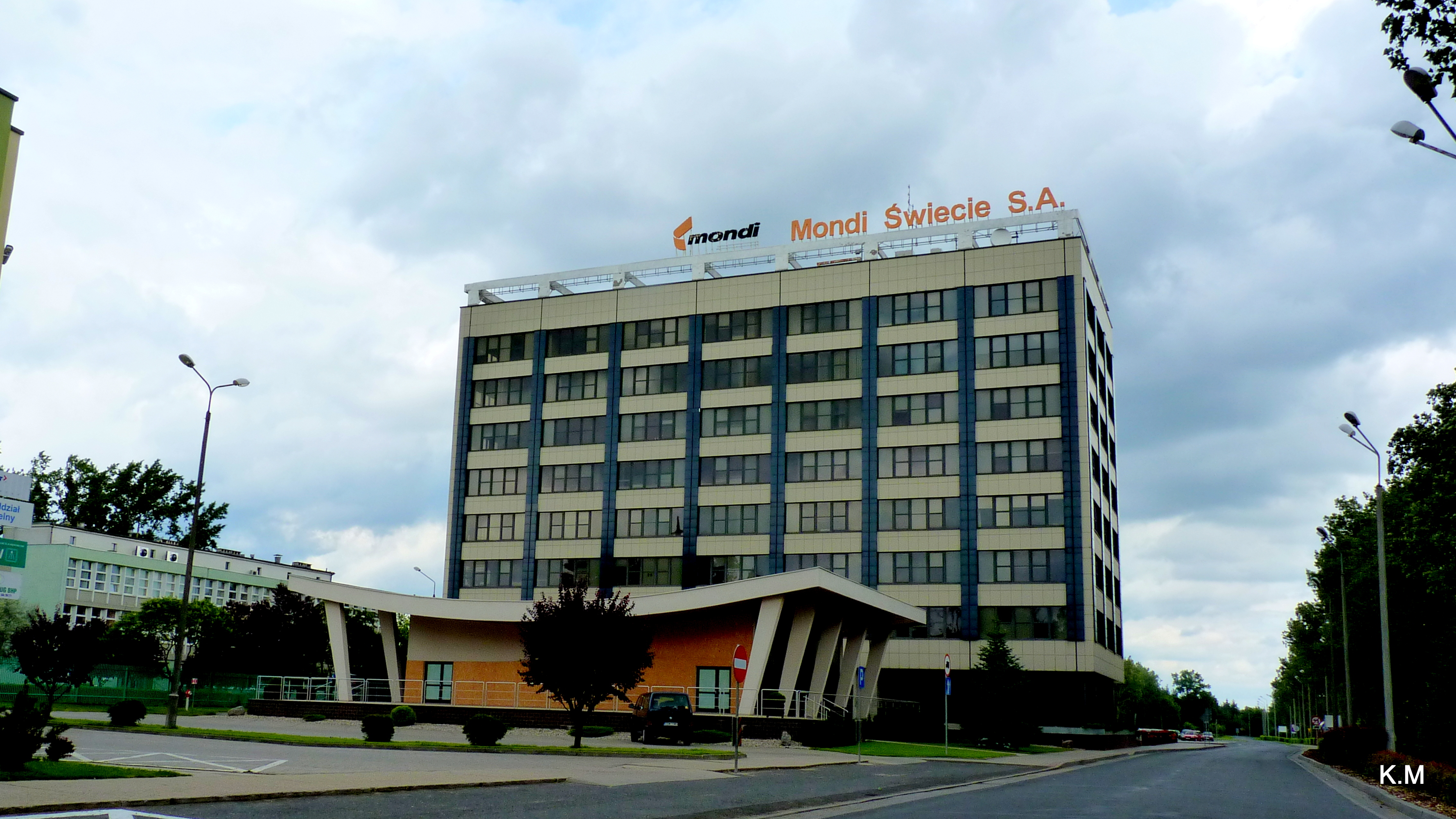
Biurowiec

Zakład wszedł też w skład europejskiej dywizji Mondi Europe & International i zmienił nazwę na Mondi Świecie S.A. W 2009 podjęto największą w historii zakładu inwestycję (350 mln euro), polegającą na zainstalowaniu nowego ciągu technologicznego produkcji tektury i opakowań. Natomiast w 2016 roku zrealizowano projekt o nazwie Green Świecie (166 mln euro), polegający na instalacji kotła sodowego oraz kotła na biomasę, które zapewniły samowystarczalność zakładu w zakresie zaopatrzenia w energię elektryczną.
Nazwy:
- 1961-1991 – Zakłady Celulozy i Papieru w Świeciu
- 1990-1997 – Celuloza Świecie S.A.
- 1998-2005 – Frantschach Świecie S.A.
- 2005-2008 – Mondi Packaging Paper Świecie S.A.
- od 2008 – Mondi Świecie S.A.